# Hanno-Walter Kruft
Hanno-Walter Kruft (Düsseldorf, 22 giugno 1938 – 10 settembre 1993) è stato uno storico dell'arte tedesco.

## Biografia
Hanno-Walter Kruft ha studiato storia dell'arte, archeologia classica e germanistica a Bonn e Berlino. Ha conseguito il dottorato nel 1964 a Bonn, ha ottenuto l'abilitazione nel 1972 a Darmstadt, dove ha insegnato all'Università tecnica di Darmstadt. Nel 1982 si trasferì all'Università di Augusta. Fu uno specialista dell'arte e dell'architettura del Rinascimento italiano.
Fu membro a pieno titolo dell'Accademia bavarese delle scienze.
Nell'ambito dell'arte siciliana del Rinascimento interessantissime sono le pubblicazioni sulle opere dei componenti della famiglia Gagini e di Francesco Laurana

## Opere
- "Storia delle teorie architettoniche da Vitruvio al Settecento", Traduttore: M. Tosti Croce, Editore: Laterza, Collana: Biblioteca universale Laterza, 4 Edizione, 2009, ISBN 8842032654, ISBN 9788842032656.
- "Le città utopiche. La città ideale dal XV al XVIII secolo fra utopia e realtà", Traduttore: M. Tosti Croce, Editore: Laterza, Collana: Biblioteca universale Laterza, 4 Edizione, 1990, ISBN 8842036587 ISBN 9788842036586.
- "Storia delle teorie architettoniche dall'Ottocento a oggi", Traduttore: M. Tosti Croce, Editore: Laterza, Collana: Biblioteca universale Laterza, 4 Edizione, 1987, ISBN 8842029513, ISBN 9788842029519.
- "Domenico Gagini und seine Werkstatt" ("Domenico Gagini e la sua Scuola"), Munchen, Bruckmann, 1972.
- "Antonello Gagini und seine Söhne" ("Antonello Gagini e i suoi figli"), Bruckmann, Munich, 1980, ISBN 3765417920.
- "Francesco Laurana: Ein Bildhauer Der Frührenaissance" ("Francesco Laurana: Uno scultore del primo Rinascimento"), Editore: Beck Verlag, München, 1995, ISBN 3406386539.

| Controllo di autorità | VIAF (EN) 39394436 · ISNI (EN) 0000 0001 2128 8312 · SBN CFIV060370 · BAV 495/128024 · LCCN (EN) n81058358 · GND (DE) 103653678 · BNF (FR) cb12038546p (data) · J9U (EN, HE) 987007276152205171 |